# Туманов, Георгий Николаевич

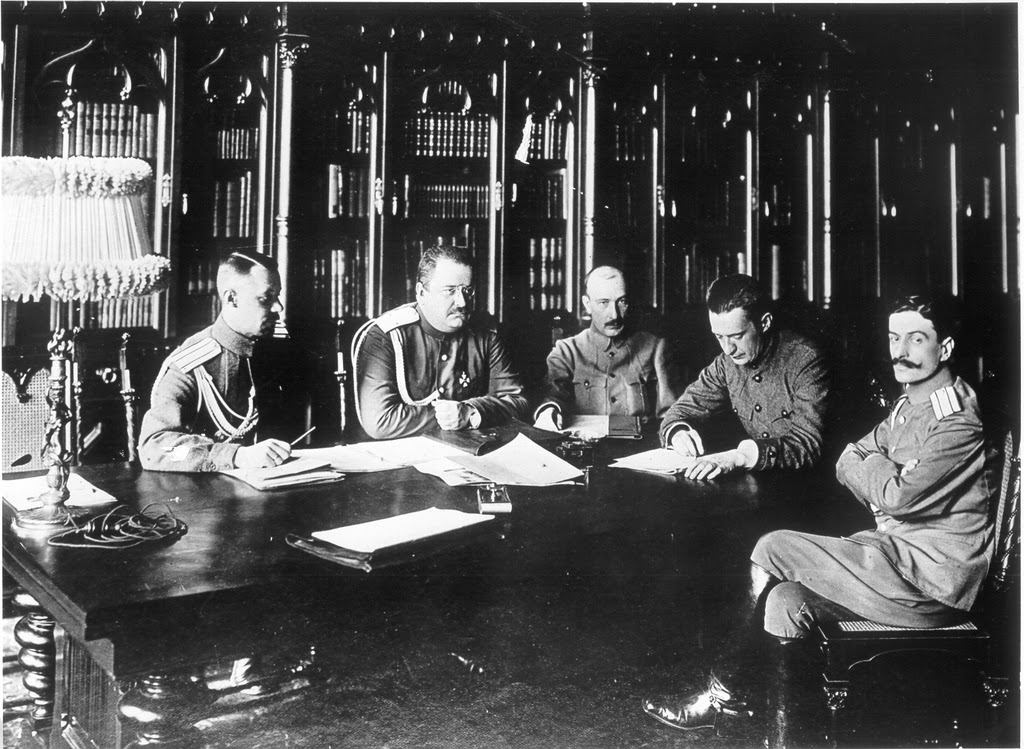
Военный министр Керенский со своими помощниками. Слева направо: полковник Барановский, генерал-майор Якубович, Б. В. Савинков, А. Ф. Керенский и полковник Туманов.

Князь Гео́ргий Никола́евич Тума́нов (Туманян, Туманишвили, 29 июля [10 августа] 1880, Грозный, Терская область — 25 октября [7 ноября] 1917, Петроград) — полковник, активный участник Февральской революции 1917 года.

## Биография
Георгий Туманов происходил из знатного армяно-грузинского рода Тумановых. Православный. Образование получил в Тифлисском кадетском корпусе.
В службу вступил 1 сентября 1898 года. В 1901 году окончил Константиновское артиллерийское училище. Из училища выпущен Подпоручиком (13 августа 1901) в лейб-гвардии 3-ю артиллерийскую бригаду. Поручик (9 августа 1904).
В 1909 году окончил Николаевскую академию генерального штаба по первому разряду. Капитан (9 августа 1908). Награждён орденом Св. Станислава. Цензовое командование ротой отбывал в лейб-гвардии Преображенском полку (1 ноября 1909 — 4 ноября 1911). Произведён в полковники. С 26 ноября 1911 — начальник строевого отдела штаба Карсской крепости. С 1 июля 1912 — старший адъютант штаба 24-й пехотной дивизии. С 19 апреля 1914 — исполняющий дела помощника начальника отделения ГУГШ. Полковник.
Туманов — активный участник Февральской революции. Был приглашен работать в Думской военной комиссии её председателем Б. А. Энгельгардтом. 28 февраля в 10 часов утра приступил к работе как помощник председателя ВК. 1 марта 1917 г. командирован в 1-й Запасной полк для выяснения обстановки. Когда военным министром стал А. Ф. Керенский, он назначил Туманова одним из своих помощников. Генерал-майор при Временном правительстве (пр. 09.1917).
Убит на улице Петрограда в ходе Октябрьской революции.

## Гибель
Полковник С. А. Коренев, описывая «хаос и двойственность» ситуации, владевших столицей и всей Россией в преддверии революции 25 октября 1917 года, указывает на то, что полковник Г. Н. Туманов хорошо видел надвигающуюся революцию, которую он воспринимал как катастрофу, и, как ему казалось, знал пути её предотвращения, но был бессилен, — «Александр Фёдорович… занят „высшею“ политикой», Г. Н. Туманов, «чуткий, болезненно всё переживающий, но …не желающий взваливать на себя бремя фиктивной власти и быть министром в такое время, когда всякому старанию наладить хоть какой-нибудь порядок в тылу кладётся предел окриками со стороны разных „Советов“». В эти роковые часы он сообщает: «Керенский передал дело охраны Петрограда всецело в руки штаба округа, а там сидят, если не предатели, то идиоты. …они всё время отвечают, что беспокоиться нечего, что все предупредительные меры приняты и порядок в городе нарушен не будет». Г. Н. Туманов тщетно пытался убедить Керенского и людей из его окружения собрать офицеров, находившихся в Петрограде, сведя их в боевые единицы, но Керенским отдан приказ «не муссировать …пустых слухов и не повышать и без того беспокойного состояния мирных жителей, почему и офицеров призывать, по его мнению, нет никакой надобности, …командующий войсками настаивает на том, что охрана столицы поручена ему и просит в это дело никого не вмешивать…». В этом стане не было «вождя».
…На прилегающих к Невскому улицах «благополучные россияне» занимаются мирными делами, и не предполагают вовсе, что они стоят накануне «советского рая». Однако проходит всего одна ночь, и Россия становится Совдепией .
Вот как завершает свой рассказ полковник С. А. Коренев: «…Прав оказался Туманов, когда ожидал он общей гибели, которую готовили нам „предатели или идиоты“ и сам он, бедняга, одним из первых пал жертвою этого предательства. В тот самый день, когда я вёл переговоры с Полковниковым и Багратуни, на несколько лишь часов позже меня, к вечеру, Туманов тоже отправился в Штаб округа, чтобы информировать о положении дел. Когда он вышел обратно, то команда примкнувшего к большевикам Волынского полка захватила его почти у самой арки Главного Штаба, откуда юнкера в то время уже отошли, и отвела его в свои казармы к Поцелуеву мосту. С того времени Туманов потерялся. Из его близких в Петрограде оставалась только его невеста. Вместе с нею мы предприняли поиски исчезнувшего и, наконец, числа 2—3 ноября, нашли его в мертвецкой Обуховской больницы. Голова у него была вся исколота штыками, один глаз выбит, нос перерублен, проколота шея и перебиты рёбра. В таком виде его мёртвого, предварительно сняв с него сапоги и вырвав серебряный академический значок с френча, — убийцы сбросили в Мойку, откуда труп и попал уже в мертвецкую. По нашим сведениям оказалось, что, когда Туманова арестовали, то в полку, куда его привели, не знали что с ним делать. Но в это время во двор полка ввалилась гурьба матросов, вытащила из караульного помещения и тут же на дворе истязала и издевалась над ним около полутора часов, а потом добив, сволокла в реку».

## Награды
- Орден Святого Станислава 3-й ст. (6 декабря 1909);
- Орден Святой Анны 3-й ст. (6 декабря 1913).